# تومي ديكسون
تومي ديكسون (بالإنجليزية: Tommy Dixon)‏ (1882 في المملكة المتحدة - 1941) هو لاعب كرة قدم بريطاني (وحمل سابقاً جنسية المملكة المتحدة لبريطانيا العظمى وأيرلندا) في مركز الهجوم. لعب مع نادي بريستول روفيرز ونادي ميدلزبره ونادي واتفورد وBedlington United A.F.C. ‏ ونادي بليث سبارتانز.